# Estrecho Nelson (Antártida)
El Estrecho Nelson es un estrecho de 9 km de largo y 9,8 km de ancho que se extiende entre la isla Robert y la isla Nelson en las islas Shetland del Sur, Antártida. Corre en dirección noroeste-sudeste.

## Historia y toponimia
El estrecho fue explorado por los balleneros a principios del siglo XIX y cartografiado por Nathaniel Palmer en 1821. Aunque tenía una variedad de nombres diferentes en el pasado (estrecho de Armonía, estrecho del Rey Jorge, estrecho de Parry, estrecho de Davis, Détroit de Clothier, etc.), el nombre actual, probablemente tomado de la adyacente isla Nelson, se ha establecido en el uso internacional.
Fue cartografiado por estadounidenses y británicos en 1821, británicos en 1968, argentinos en 1946 y 1980, chilenos en 1951 y 1971, y búlgaros en 2009.

## Reclamaciones territoriales
Argentina incluye a las islas Shetland del Sur en el departamento Antártida Argentina dentro de la provincia de Tierra del Fuego, Antártida e Islas del Atlántico Sur; para Chile forma parte de la comuna Antártica de la provincia Antártica Chilena dentro de la Región de Magallanes y de la Antártica Chilena; y para el Reino Unido integra el Territorio Antártico Británico. Las tres reclamaciones están sujetas a las disposiciones del Tratado Antártico.
Nomenclatura de los países reclamantes: 
- Argentina: estrecho Nelson[4][5]
- Chile: estrecho Nelson[6]
- Reino Unido: Nelson Strait[3]

## Mapas
- Mapa de las Shetland del Sur incluyendo la isla Coronación, de la exploración de la balandra Dove en los años 1821 y 1822 por George Powell, vomandante de la misma. Scale ca. 1:200000. London: Laurie, 1822.
- L.L. Ivanov. Antarctica: Livingston Island and Greenwich, Robert, Snow and Smith Islands. Scale 1:120000 topographic map. Troyan: Manfred Wörner Foundation, 2010. ISBN 978-954-92032-9-5 (First edition 2009. ISBN 978-954-92032-6-4)